# Station Anoeta
Station Anoeta maakt deel uit van de Topo. Tussen 2012 en 2017 werd voor deze lijn officieel de naam Metro Donostialkea gebruikt, maar in het laatste jaar is de naam officieel gewijzigd in Topo, een naam die altijd al in de volksmond werd gebruikt. De aanduiding metro wordt sindsdien niet meer gebruikt. Het station ligt in het district Amara Berri van de gemeente San Sebastian in Spanje, in de autonome gemeenschap Baskenland.
Er ligt al een spoorlijn op deze plek sinds 1912, maar pas in 1993, toen de lijn ondergronds is aangelegd om verkeersproblemen bovengronds op te lossen, is er een station aangelegd. In de buurt van het station ligt het voetbalstadion Anoeta